# 久米 (海防艦)
久米 （くめ）は、日本海軍の海防艦。普遍的には日振型海防艦の4番艦とされている。本艦を鵜来型海防艦に含める文献も存在するが、海軍省が定めた艦艇類別等級では御蔵型海防艦に分類されている。日立造船で建造され、1944年（昭和19年）9月25日に竣工した。11月中旬のヒ81船団護衛が初出撃となったが、同部隊の空母神鷹がアメリカ潜水艦スペードフィッシュに撃沈されると、生存者の救助をおこなった。船団護衛中の1945年（昭和20年）1月28日、スペードフィッシュの魚雷攻撃で沈没した。艦名は沖縄県の久米島にちなむ。

## 建造に至る経緯
改⑤計画の海防艦、第5251号艦型の2番艦、仮称艦名第5252号艦として計画されたが、日立造船に建造が割り当てられた本艦は、用兵側から要望のあった掃海具を装備した通称「日振型」として建造されることとなった。なお、改⑤計画により日立造船で建造された本艦以下6隻はマル急計画艦とは異なり、全艦が掃海具を装備せずに九四式爆雷投射機と三型爆雷装填台を1基ずつ増備して竣工している。

## 艦歴
1944年5月26日、日立造船株式会社桜島造船所で起工。8月15日、進水。25日、久米と命名され御蔵型に分類されて同級の12番艦に定められる。9月25日、竣工した。本籍を佐世保鎮守府、役務を佐世保鎮守府警備海防艦にそれぞれ定められる。同日付で呉防備戦隊に編入され、基礎術力練成教育にあたる。
11月2日、呉を出港し、3日1500に佐世保に到着。同日、海上護衛総司令部第一海上護衛隊に編入。4日から7日まで佐世保海軍工廠で主機械の修理。7日2300、佐世保を出港し、8日に門司に到着。9日、大鷹型航空母艦神鷹（元ドイツ貨客船シャルンホルスト号）を護衛して門司を出港。2隻は同日中に反転して門司に到着。13日0945、海防艦択捉、対馬と共に門司を出港し、同日1700に伊万里湾に到着する。
伊万里湾に到着した久米はヒ81船団に加わる。ヒ81船団部隊は第八護衛船団指令佐藤勉少将を指揮官とし、護衛艦（空母神鷹、駆逐艦樫、海防艦対馬、択捉、昭南、久米、大東）で加入船舶11隻を護衛した。この船団は石油輸送と共に、レイテ島地上戦にともなう日本陸軍第23師団のフィリピン輸送の任務を負っていた。
11月14日、ヒ81船団部隊は門司を出撃、中国大陸沿岸航路をたどるべく東シナ海を横断した。11月15日、ヒ81船団部隊はアメリカ潜水艦クイーンフィッシュ (USS Queenfish, SS-393) の襲撃をうけ、陸軍特殊船あきつ丸が被雷沈没する。11月17日夕刻、アメリカ潜水艦ピクーダ (USS Picuda, SS-382) の雷撃により、陸軍特殊船摩耶山丸が沈没した。午後11時頃、アメリカ潜水艦スペードフィッシュ (USS Spadefish, SS-411) の雷撃により、神鷹が沈没した。ヒ81船団部隊は空母1隻・陸軍特殊船2隻を喪失し、陸海軍将兵合計6,000名以上が戦死する結果となった。神鷹の戦死者も1,100名を上回り、久米が19名を、樫が42名を救助したにすぎなかった。大損害を出した船団は舟山列島の泗礁山泊地、馬公を経由し、12月4日にシンガポールに到着した。シンガポール停泊中の10日、第一海上護衛隊は第一護衛艦隊に改編され、久米も同部隊の麾下となった。
12月12日、久米は海防艦択捉、昭南、第9号海防艦、第19号海防艦と共に「ヒ82船団」を護衛してシンガポールを出港した。17日、船団はカムラン湾に到着する。同地で駆逐艦潮（第7駆逐隊）を加えた船団は、19日にカムラン湾を出港し、ベトナム沿岸を北上した。12月21日の朝、船団はアメリカ潜水艦フラッシャー (USS Flasher, SS-249) に発見される。フラッシャーは船団を追跡 し、徐々に護衛の薄い方向に回りこんで攻撃態勢に入る。同日、第19号海防艦がシンガポールに向かう特設運送船(給油船)日栄丸（日東汽船、10,020トン）の護衛のため船団から分離し、反転してカムラン湾に向かう。翌22日0500頃、久米を含む護衛艦5隻全てが船団の近くから離れてしまい、船団は一時的に護衛なしの状態となる。フラッシャーはこの好機を逃さず、北緯15度02分 東経109度08分 / 北緯15.033度 東経109.133度の地点で攻撃を開始した。0550、フラッシャーは艦尾魚雷発射管から魚雷を4本発射。タンカー音羽山丸（三井船舶、9,204トン）の船尾と中央部に魚雷が1本ずつ命中する。音羽山丸は航空機用ガソリン17,000トンを積んでおり、数百メートルの火柱を上げて炎上しながら、左舷に倒れて船尾から沈没していった。直後の0551には2TL型戦時標準タンカーありた丸（石原汽船、10,238トン）の左舷油槽に魚雷が1本命中。ありた丸も搭載していた航空機用ガソリン16,000トンが誘爆。火達磨となって0622に沈没していった。0630ごろには、フラッシャーは特設運送船(給油船)御室山丸（三井船舶、9,204トン）に対して魚雷を4本発射し、御室山丸の船尾機関室前部に魚雷1本が命中する。重油16,000トンを積んでいた御室山丸は黒煙を上げながら沈没した。日本側は機雷敷設区域に入り込んだと考えたため、フラッシャーへの反撃を行わなかった。24日0900、船団は高雄に到着した。ここで1TL型戦時標準タンカー橋立丸（日本水産、10,021トン）が、積んでいた航空機用ガソリン17,000トンを台湾の守備隊用に回すことになったため船団から分離した。翌25日、航空機用ガソリン8,800トン、錫2,000トン、生ゴム1,000トンを積んだ逓信省標準TM型タンカーぱれんばん丸（三菱汽船、5,237トン）のみとなった船団を護衛して高雄を出港する。26日、船団は基隆に寄港する。同地で第9号海防艦が船団から分離し、海防艦笠戸が加入する。同日、基隆を出港した船団は中国沿岸を北上し、舟山に寄港。1945年（昭和20年）1月1日0900に舟山を出港し、3日に泗礁山泊地に到着。4日0830に泗礁山泊地を出港し、9日1804に船団は六連に到着した。同日、久米は六連を出港し、9日1500に佐世保に到着。10日から23日まで佐世保海軍工廠で機関修理を受ける。修理中の20日、第一護衛艦隊隷下に新編された第百三戦隊に編入。
1月24日、海防艦昭南と共に佐世保を出港し、25日に門司に到着。26日0800、貨客船吉林丸（大阪商船、6,783トン）、2TL型戦時標準タンカー東城丸（大連汽船、10,045トン）、特設運送艦讃岐丸（日本郵船、9,246トン）他輸送船1隻からなるヒ91船団を駆逐艦野風（第1駆逐隊）、駆逐艦神風（第1駆逐隊）、海防艦昭南、第25号海防艦、第53号海防艦と共に護衛して門司を出港。1月28日、船団は米潜水艦スペードフィッシュ (USS Spadefish, SS-411) 、ポンポン (USS Pompon, SS-267) に発見される。この2隻はアトゥル (USS Atule, SS-403) 、ジャラオ (USS Jallao, SS-368) とウルフパック "Underwood's Urchins" を組んでおり、スペードフィッシュは先のヒ81船団で空母神鷹を撃沈した潜水艦だった。"Underwood's Urchins" のうち、ジャラオ以外の3隻が船団を確認する。スペードフィッシュは久米、タンカー永洋丸（日本油槽船、8,673トン）、讃岐丸に対して魚雷を発射した。0232、讃岐丸の右舷に魚雷が命中し沈没。0235、久米の右舷機関室中央部に魚雷が命中し炎上。0530に総員退去となり、0750に沈没した。同じく狙われた永洋丸は間一髪回避した。ポンポンは2隻の護衛艦に阻止されて攻撃できず、アトゥルは爆発音を確認したものの距離が遠くて攻撃ができなかった。他の3隻の護衛艦がスペードフィッシュの方に向かってきたが、スペードフィッシュも首尾よく逃げた。
機関長以下乗員141名が戦死し、海防艦長の二瓶甲少佐以下負傷者9名を含む生存者が神風に救助された。
3月10日、久米は御蔵型海防艦から削除され、帝国海防艦籍から除かれた。

## 海防艦長
艤装員長
1. 二瓶甲 少佐：1944年8月25日[24] - 1944年9月25日

海防艦長
1. 二瓶甲 少佐：1944年9月25日[25] - 1945年2月6日[26]

### 注
1. ↑  これは第310号艦型の価格であり、基本計画番号E20bとしての価格ではない。
2. ↑  この数字は特修兵を含まない。
3. ↑  改⑤計画上の番数。
4. ↑  第九号海防艦、十一号、第六十一号は途中合流。